# 段光
段光（？—1344年），亦称段信苴光，段隆之子（一作段义之子），是蒙古轄下的第九位大理總管，同時元朝也授他為承務郞、蒙化州知州，時值蕃兵作亂，段光以大將高蓬于河尾关（今下关）擊破蕃兵，戰況悽慘，史言「河水盡赤，為之不流」，戰勝之後自赋《凯旋诗》纪其事。
元惠宗元统元年（1333年），继任大理总管（一作至元元年，即1335年袭职）。1334年，段光与蒙古封立的梁王因轄界劃分問題起干戈，段光遣遣張希矯、楊生、張連諸將率兵攻梁王，不幸兵败，死傷慘重。1343年，梁王攻击大理，段光自督兵與戰於昆彌山（在今凤仪南），將梁王擊敗，最终雙方同意以罗那关（牟定西）为界，派兵镇守，各自分地而治，梁王領北、段氏領南。有的史书称至大二年（1309年），段光与蒙古云南王老的发生战争。
但雙方暗中矛盾依然不斷，梁王因收買段氏大將高蓬不成，反遣人將他刺殺，可見段氏與梁王仍然暗地爭鬥。1344年（一作1338年）段光卒，由其弟段功即位。